# Adam Harvey
Adam Paul Harvey (High Wycombe, 7 de julho de 1984) é um ator inglês.